# Maurice Barry
Maurice Barry (Parigi, 17 marzo 1910 – Parigi, 8 dicembre 1984) è stato un direttore della fotografia e sceneggiatore francese.

## Filmografia

### Direttore della fotografia
- Fantomas contro Fantomas (Fantômas contre Fantômas), regia di Robert Vernay (1949)
- Documento fatale (Méfiez-vous des blondes), regia di André Hunebelle (1951)
- Caroline chérie, regia di Richard Pottier (1951)
- Il carnet del maggiore Thompson (Les Carnets du Major Thompson), regia di Preston Sturges (1955)
- Paris la nuit, regia di Jacques Baratier e Jean Valère - cortometraggio (1956)
- Donnez-moi ma chance, regia di Léonide Moguy (1957)
- Il ritorno di Arsenio Lupin (Signé Arsène Lupin), regia di Yves Robert (1959)
- L'immortale (L'immortelle), regia di Alain Robbe-Grillet (1963)